# Христо Драганов
Христо Драганов е учител, общественик и участник в националноосвободителното движение.
Роден е в село Клисура. Учи в родното си място и след това в класното училище „Св. св. Кирил и Методий“ във Филибе. След това поема в учителското поприще и преподава в Батак (1873 – 1874) и Нова Загора (1874 – 1875). Занимава се и с търговия и се изявява като временен дописник на в. „Източно време“ (1875). Като свободолюбив човек Христо става съосновател на тайния революционен комитет в Клисура и е участник в Априлското въстание, като на 20 април 1876 г. се включва в обявяването на въстанието в Копривщица и Клисура. След разгрома на въстанието Хр. Драганов заедно с Павел Бобеков и Манчо Манев от четата на Панайот Волов преминават през Балкана. На 18 май 1876 г. са приети и спасени от революционния комитет в с. Самоводене. Местното население ги укрива в продължение на 3 месеца, до август същата година, когато преминават в Румъния. По-късно временно се установява в Александрия. Не след дълго вече е доброволец в Руско-турската война Освободителна война до нейния свършек и в Сръбско-българската война след Съединението на България. След това отново е учител последователно в Карлово, Клисура и Севлиево. Тогава заживява там, като последователно заема различни длъжности – книжар, а после и кмет на града (1893 – 1894), окръжен училищен инспектор (1894 – 1895), окръжен управител (1899 – 1901), търговски инспектор (1913 – 1919). Председателства читалище „Росица“ в града (до 1887) и е библиотекар на дружество „Развитие“ (1920 – 1927). Умира в Севлиево.

## Благотворителна дейност в Самоводене
Години по-късно, Христо Драганов в знак на благодарност за спасяването му през 1876 г. с писмо от 5 декември 1927 г. изпраща на училищното настоятелство в Самоводене 25 хиляди лева за образуване на дарителски фонд на негово име. Волята му на дарител е фондът да послужи за учредяване на парични награди на ученици и ученички, които имат отличен успех и примерно поведение в основното училище или прогимназията в града.